# Iberochondrostoma oretanum
Iberochondrostoma oretanum és una espècie de peix cipriniforme de la família dels ciprínids.